# 병과대장
병과대장(독일어: General der Truppengattung 게네랄 데어 트루펜가퉁[*], 영어: general of the branch 제너럴 오브 더 브랜치[*])이란 몇몇 국가들에 존재하는 3성장군 내지 4성장군 상당의 장성 계급이다. 각 병과에 해당하는 계급명이 사용되며, 이는 실제로 그 병과만 지휘하는 경우일 수도 있고 단순히 명예 칭호일 수도 있다.

## 오스트리아-헝가리

오헝제국의 대장 금장.

오스트리아-헝가리 육군에는 세 가지 병과대장이 있었다.
- 보병대장General der Infanterie 게네랄 데어 인판터리[*])
- 기병대장(General der Kavallerie 게네랄 데어 카팔레리[*])
- 야전대포장(Feldzeugmeister 펠트차이히마이스터[*])

야전대포장은 타국의 중장 상당이었다. 프랑스의 포병총장(grand maitre), 잉글랜드의 대포총장군(Master-General of the Ordnance)도 유사한 뿌리에서 파생된 표현이다.

## 불가리아
불가리아 제3국 시절인 1878년 최고위 계급인 "대장(генерал)"을 도입했으며, 1897년 대장을 보병대장(генерал от пехотата), 기병대장(генерал от кавалерията), 포병대장(генерал от артилерията)의 3개로 나누었다. 제2차 세계 대전 이후 불가리아가 소련의 위성국이 되면서 폐지되고 그냥 대장으로 환원되었다.

## 핀란드

핀란드의 대장(Kenraali) 계급장

핀란드군의 4성장군은 보병대장(jalkaväenkenraali 얄카배엔켄랄리[*]), 기병대장(ratsuväenkenraali 라트수배엔켄랄리[*]), 엽병대장(jääkärikenraali 얘캐리켄랄리[*]), 포병대장(tykistönkenraali 튀키스퇸켄랄리[*])으로 나뉜다. 현재 이 계급명들은 단순히 명예칭호의 기능만을 하고 있으며, 핀란드군에는 4성장군이 동시에 두 명 이상 존재할 수 없다.

## 독일
독일 국방군 때는 병과대장을 General der Waffengattung 게네랄 데어 바펜가퉁[*]이라고 했다. 병과대장 계급들은 전쟁해군의 제독, 무장친위대의 상급집단지도자와 함께 3성장군 상당의 계급들이었다. 대개 군단장급 사령관이 이 계급에 해당했다.
육군
- 포병대장(General der Artillerie 게네랄 데어 아르틸러리[*])
- 산악병대장(General der Gebirgstruppe 게네랄 데어 게비륵스트루페[*])
- 보병대장(General der Infanterie 게네랄 데어 인판테리[*])
- 기병대장(General der Kavallerie 게네랄 데어 카발레리[*])
- 통신병대장(General der Nachrichtentruppe 게네랄 데어 나흐리흐텐트루페[*])
- 기갑대장(General der Panzertruppe 게네랄 데어 판처트루페[*])
- 공병대장(General der Pioniere 게네랄 데어 피오니레[*])
- 상급군의관대장(Generaloberstabsarzt 게네랄오버슈탑자르츠[*])
- 상급수의관대장(Generaloberstabveterinär 게네랄오버슈탑페테리네르[*])

공군
- 강하병대장(General der Fallschirmtruppe 게네랄 데어 팔쉬름트루페[*])
- 대공포병대장(General der Flakartillerie 게네랄 데어 플라카르틸레리[*])
- 항공대장(General der Flieger 게네랄 데어 플리거[*])
- 공군통신병대장(General der Luftnachrichtentruppe 게네랄 데어 루프트나흐리흐텐트루페[*])
- 공군대장(General der Luftwaffe 게네랄 데어 루프트바페[*]

## 폴란드

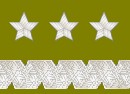
폴란드 병과대장의 소매 계급장

폴란드군에서는 3상장군 계급의 이름 자체가 "병과대장(generał broni)이다.

## 러시아

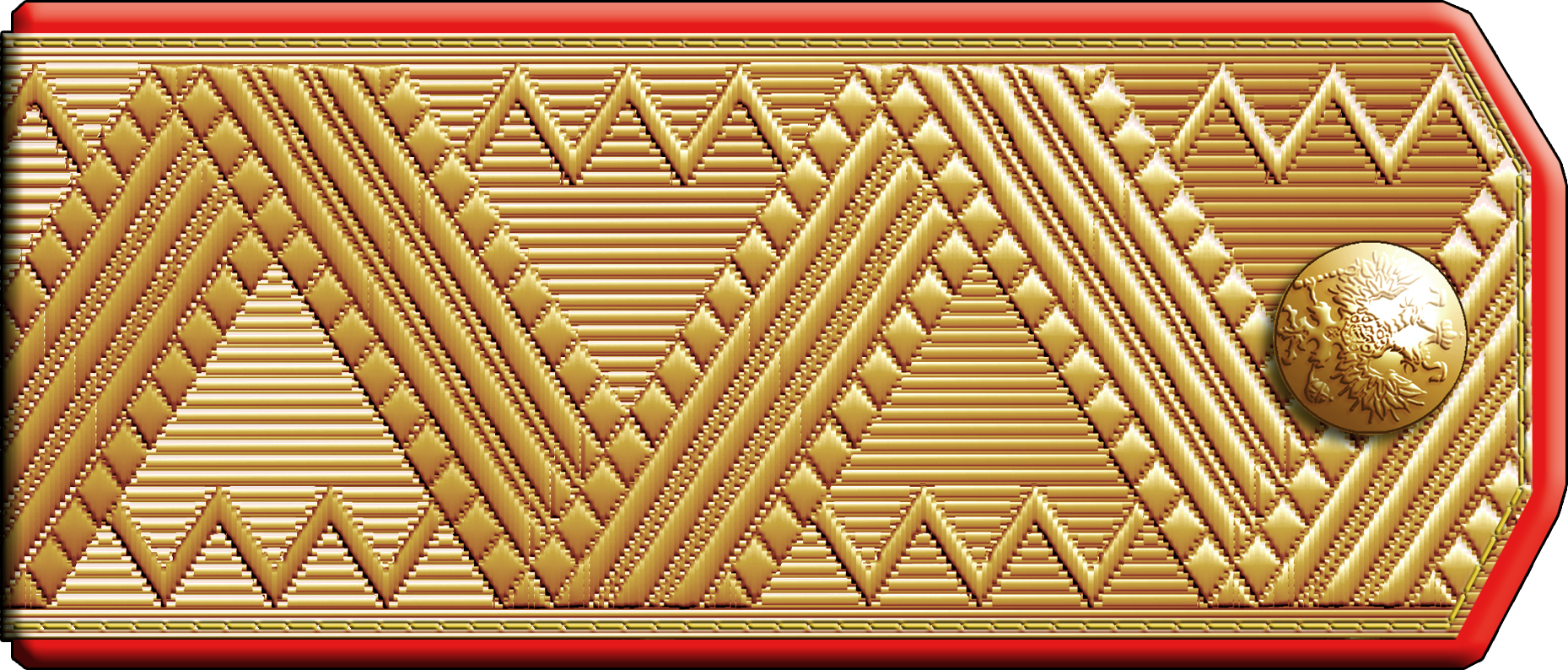
러시아 제국 육군 병과대장의 견장

표트르 1세가 1699년 러시아 제국 육군에 보병대장 및 기병대장 계급을 만들었다.